# 加耐特旅
加耐特旅（Garnett Brigade）是美國南北戰爭時邦聯軍隊中的一支軍旅。屬第一兵團，由李察·加耐特（Richard Garnett）准將指揮，參與過不少主要戰役。

## 組織
- 維吉尼亞州第八步兵團
- 維吉尼亞州第十八步兵團
- 維吉尼亞州第十九步兵團
- 維吉尼亞州第二十八步兵團
- 維吉尼亞州第五十六步兵團

## 戰役
- 約克鎮之役
- 威廉斯堡之役
- 南山之役
- 安提耶坦戰役
- 弗德堡之役
- 錢斯勒斯維爾之役
- 葛底斯堡之役

加耐特在蓋茨堡之役的第三天騎馬親自指揮部下參與皮克特衝鋒，結果一如眾人所料，在石牆前加耐特被北軍炮火擊落重傷，後終逝去。